# استفانا ولیسار تئودورنئو
استفانا ولیسار تئودورنئو (ارمنی: Ստեֆանա Վելիզար Թեոդորանու; انگلیسی: Ștefana Velisar Teodoreanu; زاده ۱۷ اکتبر ۱۸۹۷ – درگذشته ۳۰ مهٔ ۱۹۹۵) رمان‌نویس، ترجمه و مترجم اهل رومانی بود.

## زندگی‌نامه
وی در ۱۷ اکتبر ۱۸۹۷ در سنت موریتز به دنیا آمد  وی در ۳۰ مهٔ ۱۹۹۵ در سن ۹۷ سالگی در رومانی درگذشت و در آرامستان بلو به خاک سپرده شد.